# Ronin: 47 pentru răzbunare
Ronin: 47 pentru răzbunare  (titlu original în engleză 47 Ronin) este un film american fantastic de acțiune din 2013 despre legenda celor patruzeci și șapte de ronini (Chūshingura), un grup de samurai din Japonia secolului al XVIII-lea care au rămas fără stăpân (devenind ronini) după ce al lor daimyo a fost obligat să comită seppuku pentru atacarea unui oficial judecătoresc numit Kira Yoshinaka. Roninii i-au răzbunat onoarea stăpânului lor după ce au așteptat și au plănuit cu răbdare uciderea lui Kira timp de peste un an. La rândul lor, roninii au fost și ei obligați să facă seppuku pentru uciderea lui Kira. Produs de Universal Studios, filmul este regizat de Carl Rinsch și în rolurile principale joacă actorii Keanu Reeves și Hiroyuki Sanada. Filmările au început în Budapesta în martie 2011; pentru a continua la Shepperton Studios din Londra și într-un final în Japonia.
Deși are deja încasări de peste 150 de milioane de dolari americani, revista Variety a dezvăluit că filmul a fost un dezastru de box office, lăsând Universal Studios mult pe minus în anul 2013.

## Prezentare
În Japonia feudală, Kai este un proscris pe jumătate japonez, pe jumătate-britanic care locuiește în satul Ako, condus de binevoitorul Lord Asano Naganori, care l-a găsit pe tânărul Kai pierdut în pădure și l-a acceptat pe domeniul lui. În ciuda faptului că este respins de către samuraii conduși de Oishi din cauza originii lui, Kai ajunge un foarte bun luptător și se îndrăgostește de fiica lui Asano, Mika.
Înainte de sosirea Șogunului Tokugawa Tsunayoshi, Ako este vizitat de maestrul său de ceremonii, Lordul Kira, care devine atras de Mika. El organizează o luptă între cel mai bun soldat al său, Samuraiul Lovecraftian și unul dintre oamenii lui Oishi, Yasuno, care ajunge mai târziu sub vraja consilierei lui Kira, vrăjitoarea Mizuki. Kai îi ia armura și se luptă în locul acestuia cu Samuraiul Lovecraftian, dar este învins, descoperit și umilit. Mai târziu în acea noapte, Mizuki îl vrăjește pe Asano ca să creadă că Lordul Kira o violează pe Mika, lucru care duce la atacul lui Asano asupra lui Kira care era neînarmat, o infracțiune care se pedepsește cu moartea. Șogunul îi permite lui Asano să moară onorabil prin săvârșirea seppuku, și îi dezarmează pe Oishi și oamenii lui ronini. Kira cere să se căsătorească cu Mika, dar Șogunul îi acordă o un an pentru a jeli moartea tatălui său, de asemenea le interzice Roniniloe să se răzbune pentru moartea lui Asano. Pentru a se asigura de acest lucru, Kira îl închide pe Oishi timp de un an într-o temniță.
Aproape un an mai târziu, Oishi este eliberat de către oamenii Lordului Kira. El se întâlnește cu familia sa și-i cere fiului său Chikara să se alăture Roninilor, inclusiv lui Kai (care a fost vândut ca sclav pe insula olandezilor) ca să-l răzbune pe Asano și s-o salveze pe Mika. După ce fierarii locale nu-i ajută cu săbii pe Ronini din loialitate față de Kira, Kai îi conduce în Pădurea Tengu, un loc mistic de unde a scăpat o dată pe când era un copil. Kai îl sfătuiește pe Oishi să nu scoată sabia din teacă orice s-ar întâmpla în templul Tengu și intră singur într-o altă cameră. În timp ce Kai se luptă cu Maestrul Tengu, Oishi urmărește cum oamenii lui se luptă cu călugării Tengu și mor. Dar Oishi urmează sfatul lui Kai de a nu scoate sabia și iluzia luptelor dispare, ajungând astfel să câștige respectul Maestrului Tengu, astfel că Roninii primesc săbii speciale. Roninii plănuiesc să-l atace pe Kira în timpul pelerinajului său de rugăciune pentru nuntă. În schimb, grupul Roninilor cade într-o capcană întinsă de către forțele lui Kira și conduse de Mizuki și Samuraiul Lovecraftian. Mai mulți Ronini sunt uciși, și Mizuki, crezând că i-au pe toți, ia sabia lui Oishi și i-o prezintă Lordului Kira ca pe un trofeu. Mai târziu, Mizuki își bate joc de Mika, spunând că toți care țin la ea au murit și încearcă s-o determine să se sinucidă.
Kai și Oishi, împreună cu restul supraviețuitorilor atacului, doresc să-și ducă la bun-sfârșit misiunea. Cu ajutorul unui grup de saltimbanci, Kai și Oishi se infiltrează la nunta lui Kira și Mika, oferind Mikei oportunitatea de a fugi. Între timp, Roninii se urcă pe zidurile fortăreței și se luptă cu oamenii lui Kira, inclusiv cu Samuraiul Lovecraftian care este ucis de o bombă. Kai și Mika încearcă să scape împreună, dar sunt atacați de Mizuki, care ia forma unui dragon, dar este ucisă de Kai. Între timp, Oishi și Kira se luptă cu săbiile, iar Oishi îl decapitează în cele din urmă pe Kira, răzbunându-și stăpânul.
Cei 47 de ronini sunt condamnați la moarte pentru că au căutat răzbunare împotriva ordinelor explicite ale șogunului. Din nou, Shogun le permite să comită seppuku pentru a-și păstra onoarea. Impresionat de vitejia lor, Shogunul îi permite lui Chikara să trăiască pentru a nu dispărea linia genealogică a lui Oishi. După moartea Roninilor, Mika găsește o scrisoare scrisă de Kai, în care el promite că o va găsi odată ce ea va trece în "lumea de dincolo". Un papirus cu sângele celor 47 de Ronini este păstrat ca un simbol al onoarei lor neclintite, a tăriei și dăruirii în fața justiției.

## Distribuție
- Keanu Reeves ca Kai, fost sclav care se alătură Roninilor.[11] Personajul interpretat de Reeves este jumătate-japonez jumătate-britanic. Personajul a fost creat pentru film.[12]
- Hiroyuki Sanada ca Oishi, conducătorul Rōninilor.[10]
- Kou Shibasaki ca Mika, fiica Lordului Asano de care Kai se îndrăgostește.[10]
- Tadanobu Asano ca Lord Kira, daimyo rival al Lordului Asan și cel responsabil de organizarea complotului care duce la uciderea comandantului Roninilor.[10]
- Min Tanaka ca Lord Asano, fostul maestru al Rōninilor.
- Jin Akanishi ca Chikara, fiul lui Oishi.[13]
- Masayoshi Haneda ca Yasuno
- Hiroshi Sogabe ca Hazama
- Neil Fingleton ca Samurai Lovecraftian, un samurai enorm aflat sub comanda Lordului Kira.
- Takato Yonemoto ca Basho
- Hiroshi Yamada ca Hara
- Shu Nakajima ca Horibe
- Cary-Hiroyuki Tagawa ca Shogun Tsunayoshi
- Rinko Kikuchi ca Mizuki, o vrăjitoare cu ochii în două culori aflată sub comanda Lordului Kira[10]
- Yorick van Wageningen - Căpitan
- Rick Genest ca sălbatic

## Producție
Ronin: 47 pentru răzbunare reprezintă debutul regizoral al lui Carl Rinsch bazat pe un scenariu de Chris Morgan (cel care a scris scenariul filmului Furios și iute: Tokyo Drift) și de Hossein Amini (The Wings of the Dove). Filmul este bazat vag pe povestea epică și istorică originală, având loc „într-o lume a vrăjitoarelor și a uriașilor”. Studioul Universal Pictures a anunțat primul proiect în decembrie 2008 cu actorul Keanu Reeves într-un rol principal. Revista Variety afirma că "filmul va spune o versiune stilizată a poveștii, amestecând elemente fantastice ca cele văzute în Stăpânul Inelelor cu scene curajoase de luptă asemănătoare cu cele din filme ca Gladiatorul." Universal a planificat producția filmului în 2009 după ce va angaja un regizor, și în luna noiembrie a aceluiași an studioul a intrat în negocieri cu Rinsch pentru a regiza filmul. Pentru Rinsch, care a filmat reclame "vizuale și elegante" pentru diferite branduri, filmul reprezintă debutul său cinematografic.
În decembrie 2010, studioul a anunțat că filmul va fi produs și lansat în 3D. În perioada martie- aprilie 2011, cinci actori japonezi au fost angajați pentru a juca alături de Reeves: Hiroyuki Sanada, Tadanobu Asano, Rinko Kikuchi, Kou Shibasaki și Jin Akanishi. Conform revistei Variety, Universal i-a ales pentru a face povestea mai autentică în loc de a angaja actori cunoscuți din Statele Unite, în ciuda faptului că scenariul nu este asemănator cu povestea originală Chūshingura. Universal i-a oferit lui Rinsch un buget de producție de 170 de milioane de dolari în ciuda lipsei sale de experiență în domeniul filmelor artistice, lucru considerat de The Hollywood Reporter a fi "de-a dreptul riscant". Filmările au început la 14 martie 2011, la Budapesta. Origo Film Group a contribuit la această peliculă. Producția filmului a fost mutată la Shepperton Studios în Regatul Unit; iar filmări suplimentare au fost programate în Japonia. Reeves a spus că scenele au fost filmate în limba japoneză pentru familiarizarea distribuției, pentru ca apoi scenele să fie filmate din nou în limba engleză. Costumația actorilor a fost proiectată de Penny Rose, care a spus că "Am decis să ne bazăm pe cultură și cum ar trebui să arate formele, de exemplu, toată lumea e într-un kimono, dar l-am făcut să arate cât mai la modă. Și am făcut-o cu maxim de culoare, lucru care este destul de neobișnuit pentru mine."
Ultimele retușuri au fost realizate la Londra la sfârșitul lunii august 2012, fiind întârziate de Jocurile Olimpice și de filmările la Man of Tai Chi, care reprezintă debutul regizoral al lui Reeves. În plus, studioul a adăugat o scenă de dragoste, prim-planuri și câteva linii narative individuale pentru a stimula prezența lui Reeves, ceea care a dus la o creștere semnificativă a bugetului total al filmului.

## Lansare
47 pentru răzbunare a fost inițial programat pentru a fi lansat la 21 noiembrie 2012, apoi s-a amânat pentru 8 februarie 2013, invocându-se necesitatea lucrului la efectele vizuale 3D. It was later postponed to December 25, 2013, to account for the reshoots and post-production.

### Pentru acasă
În februarie 2014, Universal Pictures a anunțat că Ronin: 47 pentru răzbunare va fi lansat pe DVD, Blu-Ray și Blu-Ray 3D la 1 aprilie 2014.

## Primire

### Box office
Filmul a avut premiera inițial în Japonia, în prima săptămână din decembrie 2013, având încasări estimative de cca. 1,3 milioane de dolari americani, mai puțin decât Lupin the 3rd vs. Detective Conan: The Movie și filmul studioului Ghibli Kaguya-hime no Monogatari (Povestea Prințesei Kaguya). Revista Variety a catalogat debutul slab japonez drept "îngrijorător", având în vedere bine cunoscuta distribuție locală și faptul că filmul este bazat vag pe o celebră povestire japoneză. Tabloidul Nikkan Gendai a declarat că această performanță sumbră este probabil un rezultat al aversiunii față de interpretarea hollywoodiană a legendei Chushingura.
În Statele Unite, filmul a avut încasări de 20,6 de milioane de dolari americani în primele cinci zile de la lansare, clasându-se pe locul nouă la box-office. De asemenea, a avut încasări estimative de 2,3 milioane de dolari americani în Regatul Unit ocupând locul al cincilea la box-office la debut.
Filmul este considerat a fi un eșec financiar major, provocând studiourilor sale pierderi probabil de 175 de milioane de dolari americani.

### Reacția criticilor
În general, Ronin: 47 pentru răzbunare a primit recenzii total negative din partea criticilor de film. Pe Rotten Tomatoes, filmul are un rating de 12%, cu un scor mediu de 4,1/10, bazat pe 66 de comentarii, consensul general fiind că: "Ronin: 47 pentru răzbunare este o aventură fantastică surprinzător de plictisitoare, una care a lăsat distribuția internațională de talente blocată înăuntrul unor roluri dimensionale." Filmul are un scor de 29 (din 100) pe Metacritic, bazat pe 21 de critici.
Kirsten Acuna de la Business Insider consideră că eșecul filmului are trei motive. În primul rând, a avut premiera în decembrie, când există o suprasaturație de oferte cu filme pentru vacanța de Crăciun. În al doilea rând, filmul a stat "prea mult timp în seif" în timpul montajului și oamenii au uitat despre asta. În al treilea rând, publicul n-a mai fost atras de interpretarea lui Keanu Reeves de la primul film Matrix din urmă cu mai bine de 10 ani.